# James Deacon Hume
Pour les articles homonymes, voir Hume.
James Deacon Hume, né le 28 avril 1774 à Newington et mort le 12 janvier 1842, est un économiste anglais.

## Biographie
James Deacon Hume naît le 28 avril 1774 à Newington dans le comté de Surrey.
Il étudie à l'école de Westminster, et devient en 1790 clerc dans l'administration des douanes. En 1798, il se marie et fixe sa résidence à Pinner, près d'Harrow, il exploite une grande ferme, et se livre à des expériences sur l'agriculture sans négliger ses devoirs officiels. En 1822, il abandonne l'industrie rurale et revient s'établir à Londres. Il entreprend la réforme de la législation douanière et réalise un progrès énorme en réduisant à dix le nombre des règlements et lois sur la matière qui s'élevait à mille cinq cents. Ce grand travail exige du savant économiste des efforts qui ruinent sa santé, il est rémunéré par une indemnité de cinq mille livres sterling. 
En 1828, il devient secrétaire adjoint du bureau du commerce et prépare le bill de régularisation des droits sur les soies. L'un des fondateurs du Political Economy Club (1821), de l'Atlas assurance Company (1808), il est un libre-échangiste déterminé et il réclame avec insistance l'abolition des droits sur les blés, le café, le thé et le sucre.
Parmi ses écrits citons : Rights of the Working Classes (1834); Thoughts on the Corn Laws (1815); The Laws of the customs (1825-36, 9 vol.); Letters on the Corn Laws (1834), etc.
Il prend sa retraite début 1840.
James Deacon Hume meurt le 12 janvier 1842.